# Jamides lydanus
Jamides lydanus är en fjärilsart som beskrevs av Hans Fruhstorfer 1910. Jamides lydanus ingår i släktet Jamides och familjen juvelvingar. Inga underarter finns listade i Catalogue of Life.